# Miguel Auza
Miguel Auza è una municipalità dello stato di Zacatecas, nel Messico centrale, il cui capoluogo è la località omonima.
Conta 22.296 abitanti (2010) e ha una estensione di 1.105,48 km².
Il nome della municipalità è dedicato a Miguel Auza Arrenechea, eroe della guerra della Riforma e distintosi nella battaglia di Puebla del 1863.